# International committee on marine fishery investigations
L'international committee on marine fishery investigations (ou ICMFI ou Comité international pour l'étude des pêcheries marines est un organisme international créé en septembre 1920 à Ottawa, rassemblant des représentants des États-Unis, du Canada et de Terre-Neuve, qui travailleront à l'étude des Pêches Maritimes sur la zone s'étendant devant les côtes Atlantique et Pacifique de l'Amérique du Nord.
Cet organisme a été créé précisément l'année où la France adhérera au Conseil International pour l'Exploration de la Mer(1920), plus ancien (1902), et qui semble être le premier organisme scientifique international à avoir été formellement constitué.

## Participation française
Le Français M. Le Danois, missionné à Terre-Neuve, au Canada et aux États-Unis de mars à juillet 1922 par la France, a également réussi à faire en sorte que celle-ci puisse siéger dans l' international committee on marine fishery investigations, avec comme secteur de recherche le Banc de Terre-Neuve. L'accord est signé l'année même. 
Les travaux de recherche entrepris par Le Danois à bord de La Cassiopée en 1922 a été « le premier témoignage de la collaboration française aux travaux de ce Comité »
Comme autres organismes internationaux avec des objectifs proches, il existait à la même époque :
- le Conseil International pour l'Exploration de la Mer
- la Commission de la Méditerranée[1]
- la Section d'Océanographie du Conseil International de Recherches[1] (CIR)
- la Commission de biologie économique du même Conseil[1],

soit au total cinq organismes internationaux, centrés sur l'Atlantique, le Pacifique-Nord, la mer du nord et la Méditerranée. Ces organismes ont à cette époque fortement contribué au développement des pêcheries, à la recherche de nouvelles ressources pour répondre au recul ou à l'effondrement de certains stocks, et à la surpêche, tout en cherchant à mieux comprendre les richesses halieutiques.

## Fonctions
Ce comité international s'était donné comme mission de coordonner les travaux entrepris par les États-adhérents pour étudier les Pêches Maritimes, avec comme zones de travail et de compétence les zones côtières et situées au large des littoraux atlantique et pacifique de toute l'Amérique du Nord.